# RUN! アプガ RUN!（仮）
RUN! アプガ RUN!（仮）（ラン アプガ ラン かっこかり）は、女性アイドルグループ『アップアップガールズ（仮）』の初のドキュメント・フォトブック。2013年5月31日に音楽出版社から発売された。撮影はSUSIEで、文・取材は土屋恵介。音楽出版社より出版されている雑誌『CDジャーナル』のムックという扱いになっている。

## 内容
アップアップガールズ（仮）が2013年2月から4月にかけて日本全国6箇所で行った対バン形式のライブツアーTOWER RECORDS Presents アップアップガールズ（仮）対バン行脚（仮）（以下、対バン行脚）と、4月13日に横浜BLITZで行ったアップアップガールズ（仮） 3rd LIVE 横浜BLITZ大決戦（仮）（以下、横浜BLITZ大決戦）の写真が収録されている。ライブ自体の写真の他、移動中の電車・旅館・楽屋でのアップアップガールズ（仮）のメンバーの写真も収録されている。
また、写真以外に、公演毎のメンバーインタビュー・横浜BLITZ大決戦後に行われたメンバーソロインタビュー・作曲家のmichitomoインタビュー・振付師の竹中夏海インタビュー・吉田豪とタワーレコード代表取締役社長の嶺脇育夫の対談が収録されている。メンバーソロインタビューの字数は計約3万字であり、本書全体の総字数は合計約6万字である。BIGLOBE MUSICは「チョップで割れないくらいのボリューム」と評している。
本書のテーマは上記期間中の「戦いと成長の記録」であるが、「メンバーのみなさんが5年後、10年後にこれを見たときに、“私、このときこう思ってたんだ”って振り返ってもらえるようなものにしたい」という裏テーマが設定されている。
表紙は、撮影された写真を切り貼りしてデザインされたものであり、本書編集担当の望月哲によれば、横浜BLITZ大決戦のDVDのジャケット写真と関連したものとなっている。
本書の公式サイトでは、「メンバーが選ぶベストショット」として、各メンバーが本書に掲載された写真を1枚ずつ挙げている。
| 名前         | 地区 | 写真の説明                                                        |
| ------------ | ---- | ----------------------------------------------------------------- |
| 仙石みなみ   | 仙台 | 伊達政宗像とアプガメンバー                                        |
| 古川小夏     | 仙台 | 仙台決戦のライブ写真                                              |
| 森咲樹       | 横浜 | ステージに登場した時の写真                                        |
| 佐藤綾乃     | 松山 | 松山の海での写真                                                  |
| 佐保明梨     | 仙台 | 仙台決戦のライブ写真（Dorothy Little Happyとのコラボレーション）  |
| 関根梓       | 福岡 | 福岡城さくらまつりの写真                                          |
| 新井愛瞳     | 福岡 | 福岡の旅館での朝食風景                                            |
| メンバー全員 | 横浜 | 横浜BLITZ大決戦のアンコールでファンがかかげた白いサイリウムの風景 |

メンバーソロインタビューは、ハロプロエッグ研修課程修了からインタビュー時点までを振り返ったものであるが、仙石・佐保・関根のインタビューは研修課程修了以前の出来事も振り返っている。

## 経緯
アップアップガールズ（仮）は、2012年12月15日、ラフォーレミュージアム六本木にてアップアップガールズ（仮） 2nd LIVE 六本木決戦（仮）を開催し、その中で以下の事項を発表した。
- 2013年2月24日から4月6日にかけて対バン行脚を開催すること。
- 2013年4月13日に第3弾の単独ライブである横浜BLITZ大決戦を横浜BLITZで開催すること。

望月哲は、対バン行脚の開催を聞いて、行脚のうち1公演についてCDジャーナルのWEBサイト上で特集を組めればよいと考えていたが、企画書の内容を考える内に、全公演密着し本にしたいと考えるようになった。その後望月は企画書を書き、2月14日にアップアップガールズ（仮）のマネージャーと打ち合わせし、本書を制作することが正式に決定した。
その後、アップアップガールズ（仮）のマネージャーは、メンバーに対バン行脚についての話をする中で、「ツアーに密着して撮影する」という本書についての説明も行った。本書の大きさ・ページ数はメンバーの当初の想定を上回るものとなり、ページ数については、望月が想定していたものよりも32ページ増え、192ページとなった。2013年4月13日、横浜BLITZにて横浜BLITZ大決戦を開催し、本書を5月31日に発売することを発表した。
7月5日、本書の発売記念イベントをタワーレコード新宿店にて開催した。土屋恵介の司会によるトークからイベントが始まり、仙石が着替えている途中の写真など、本書に掲載されていない写真の披露などが行われた。その後、ミニライブで「イチバンガールズ!」「チョッパー☆チョッパー」「あの坂の上まで、」を披露し、イベント終了の流れとなったが、ここでサプライズとして、元ハロプロエッグの岡田ロビン翔子・吉川友・譜久村聖による本書へのコメントが紹介された。最後に森・佐保による気合入れが行われ、イベントは終わりを迎えた。イベント終了後には、囲み取材も行われ、メンバーは「この夏への意気込みを」話した。

## 評価
本書の公式サイト内に「『RUN! アプガ RUN!（仮）』に寄せて」というコーナーがあり、著名人がコメント（書評等）を寄せている。
| 名前             | 備考                                     |
| 第1弾            | 第1弾                                    |
| ---------------- | ---------------------------------------- |
| ナカG            | 漫画家                                   |
| PandaBoY         | 作曲家                                   |
| fu_mou           | 作曲家                                   |
| 飛永翼           | 芸人・ラバーガール                       |
| 高木三四郎       | プロレスラー・DDTプロレスリング          |
| 高木JET晋一郎    | ライター                                 |
| 田原章雄         | 女性自身副編集長・UFZSプロデューサー     |
| 第2弾            |                                          |
| 古木智志         | タワーレコード新宿店（当時）             |
| 有本和貴         | BIGLOBE MUSIC編集長                      |
| 清野茂樹         | フリーアナウンサー                       |
| 加藤蛍           | ライター                                 |
| 日笠麗奈         | モデル                                   |
| ダミー&オスカー  | ライター・ユニット                       |
| 第3弾            |                                          |
| 青柳文子         | モデル                                   |
| RAM RIDER        | 作曲家                                   |
| 星野概念         | JOYZ                                     |
| Keyossie         | JOYZ                                     |
| 島村祐介         | 『Top Yell』編集長                       |
| 小野田衛         | ライター                                 |
| 石井龍           | 2.5D                                     |
| 第4弾            |                                          |
| 斉藤瞳           | FM-NIIGATAパーソナリティ・元メロン記念日 |
| ミスター・ポーゴ | プロレスラー                             |
| PANTA            | ミュージシャン                           |
| 宮内健           | 音楽ライター(ramblin')                   |
| 第5弾            |                                          |
| 岡田ロビン翔子   | THEポッシボー・元ハロプロエッグ          |
| 吉川友           | ソロ歌手・元ハロプロエッグ               |
| 譜久村聖         | モーニング娘。・元ハロプロエッグ         |
| 第6弾            |                                          |
| ISEKI            | キマグレン                               |
| 掟ポルシェ       | ロマンポルシェ。                         |
| 小出祐介         | Base Ball Bear                           |
| 第7弾            |                                          |
| 能登有沙         | 声優・元ハロプロエッグ                   |
| うすた京介       | 漫画家                                   |
| 大森靖子         | ミュージシャン                           |
| 第8弾            |                                          |
| 綾小路翔         | 氣志團                                   |
| やついいちろう   | エレキコミック                           |

また、BIGLOBE MUSIC編集長の有本和貴はBIGLOBE MUSICでも本書に対する書評を掲載しており「このドキュメント・フォトブックは写真集の真逆」と評している。